# Відзнака Тернопільської міської ради
Відзнака Тернопільської міської ради — відзнака Тернопільської міської ради, якою нагороджуються тернополяни, мешканці інших міст та громадяни інших країн за заслуги перед містом Тернополем.

## Історія нагороди

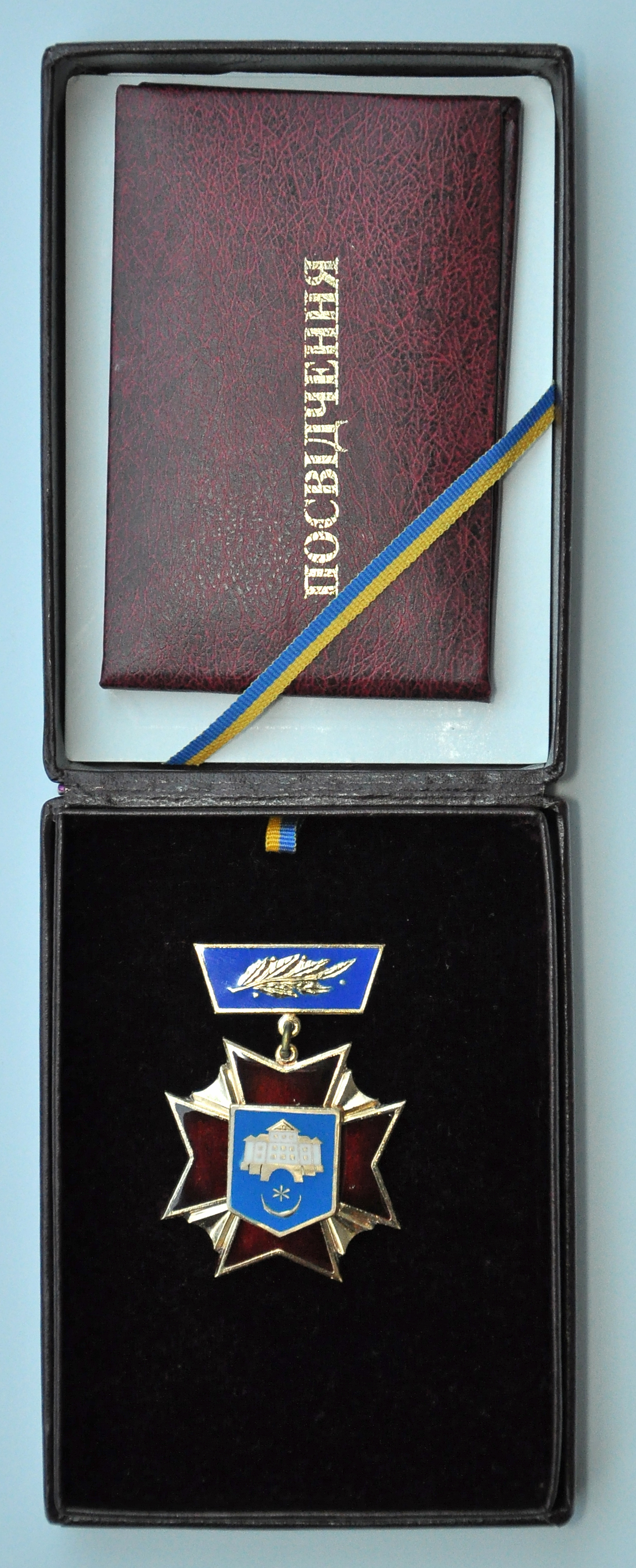
Відзнака з посвідченням у футлярі

Відзнака Тернопільської міської ради заснована рішенням міської ради від 25 червня 2004 року № 4/11/170 «Про затвердження положення „Про нагороди Тернопільської міської ради“».

## Положення про відзнаку
Присвоюється громадянам України, а також іноземним громадянам, які одержали визнання мешканців міста Тернополя.
Відзнакою міської ради можуть бути нагороджені особи посмертно.
Особам, відзначеним відзнакою, вручаються посвідчення і орден.
Нагородження здійснюється, як правило, під час святкування Дня міста за поданням трудових колективів підприємств, установ, організацій (незалежно від форм власності), громадських об’єднань, партійних та профспілкових організацій, міських відділень наукових і творчих спілок, товариств, органів самоорганізації населення, а також зборів громадян.
Попередній розгляд матеріалів про нагородження проводить відповідна комісія, склад якої затверджується міською радою.
Термін подання матеріалів на розгляд комісії — 1 липня кожного року.
Комісія міської ради через засоби масової інформації протягом місяця організовує широке обговорення висунутих кандидатур серед громадськості громади.
Комісія на основі отриманого подання з урахуванням результатів обговорення готує та передає проект рішення щодо нагородження на розгляд міської ради у передбаченому Регламентом міської ради порядку.
Оформлення документів, що стосуються нагородження відзнакою, покладаються на відділ кадрового забезпечення.
Рішення міської ради про нагородження «Відзнакою міської ради» доводиться до відома громадян через засоби масової інформації.
Вручення відзнаки проводить міський голова або інша уповноважена особа в урочистій атмосфері, як правило, в день святкування Дня міста.

## Опис відзнаки
Нагорода являє собою орден, виготовлений з кольорового металу з емалевим покриттям темно-червоного кольору, який підтримується планкою, виконаною аналогічно.
Зовнішній вигляд:
Аверс виконаний у виді золотистого хреста, покритого емаллю малинового кольору.
В центрі хреста розміщений накладний малий герб міста, виконаний також з кольорового металу з емалевим покриттям. Хрест розташований на багатопроменевій зірці з кольорового металу.
Реверс — без написів.
Загальний розмір ордена — умовний круг діаметром 45 мм.
Планка, що підтримує орден, виготовлена з кольорового металу з емалевим покриттям синього кольору. Планку огортає лавровий вінок.
Загальний розмір планки — 33x12 мм.
Бланк посвідчення «Відзнаки міської ради» є двосторінковою книжкою з паперу із захисною сіткою, наклеєною на щільну основу, що складається навпіл і обтягнута штучною шкірою. На лицьовій стороні обкладинки по центру розміщується напис «Посвідчення».
З середини розміщено видрукуваний текст:
Лівий бік:
герб міста Тернополя.
Тернопільська міська рада м. Тернопіль
Правий бік:
Посвідчення №
(Прізвище)_
(Ім’я, по батькові)
Рішенням Тернопільської міської ради № від « » р.
Нагороджується відзнакою Тернопільської міської ради
Міський голова
М.П.

## Нагороджені
Церемонія нагородження відбувається щорічно 28 серпня на Співочому полі на День міста Тернополя.

### 2008
Нагороджено 24 особи (I ступеня — 8, II ступеня — 7, III ступеня — 9).
Відзнака I ступеня: єпископ Василь (Семенюк), о. Анатолій Зінкевич, Богдан Гром'як, Олег Караванський, Богдан Мельник, Зіновій Новосельський, Ярослав Фліссак, Петро Ясній.
Відзнака II ступеня: о. Мар'ян Ференц, Галина Василишин, Борис Гора, Любов Гринчишин, Василь Мархівка, Володимир Сушкевич, Володимир Шинке.
Відзнака III ступеня: Едуард Кислинський, Віктор Кміта, Ольга Колос, Надія Нацюк, Руслан Ніколайчук, Микола Пазізін, Лілія Проць, Ганна Сеньковська, Роман Храпцьо.

### 2009
Нема даних.

### 2010
Нагороджено 29 осіб (I ступеня — 2, II ступеня — 5, III ступеня — 2).
Відзнака I ступеня: Ігор Олещук, Володимир Шинке.
Відзнака II ступеня: Михайло Андрейчин, Шагін Бабанли, Микола Пазізін, Марта Подкович, Василь Феленчак.
Відзнака III ступеня: Конет Дарія, Леся Романчук.

### 2011
Нагороджено 29 осіб (I ступеня — 6, II ступеня — 6, III ступеня — 17).
Відзнака I ступеня: Іван Букавин, Микола Пазізін, Олександр Смик, Сергій Стопник, Богдан Ткачик, Стефан Хміль.
Відзнака II ступеня: Ніна Денисюк, Галина Зажерей, Василь Івегеш, Віталій Ковальчук, Віталій Підкуймуха, Анатолій Тибінь.
Відзнака III ступеня: Сергій Беркутов, Зінаїда Бирда, Євгеіуш Віцісло, Павел Вуттке, Руслан Єднак, Василь Кармазин, Микола Качан, Олег Колодій, Андрій Косінський, Володимир Михайлюк, Павел Прокоп, Стефан Сиротник, Михайло Тимчук, Віктор Уніят, Надія Ференц, Давід Хаджишвілі, Євген Чопик.

### 2012
Нагороджено 20 осіб:
Надія Безкоровайна, Володимир Бобрівець, Богдан Буяк, Тадей Гайда, Ярослав Дрозд, Володимир Дубина, Станіслав Конопляник, Ростислав Кулина, Євген Лукавий, Ольга Маслівець, Вадим і Тетяна Родіонови, Надія Семчишин, Світлана Сорочинська, Віктор Стареньков, Андрій Фірман, Олександр Харитонов, Олександр Шильман, Микола Шинкарик, Ігор Юхимець.

### 2013

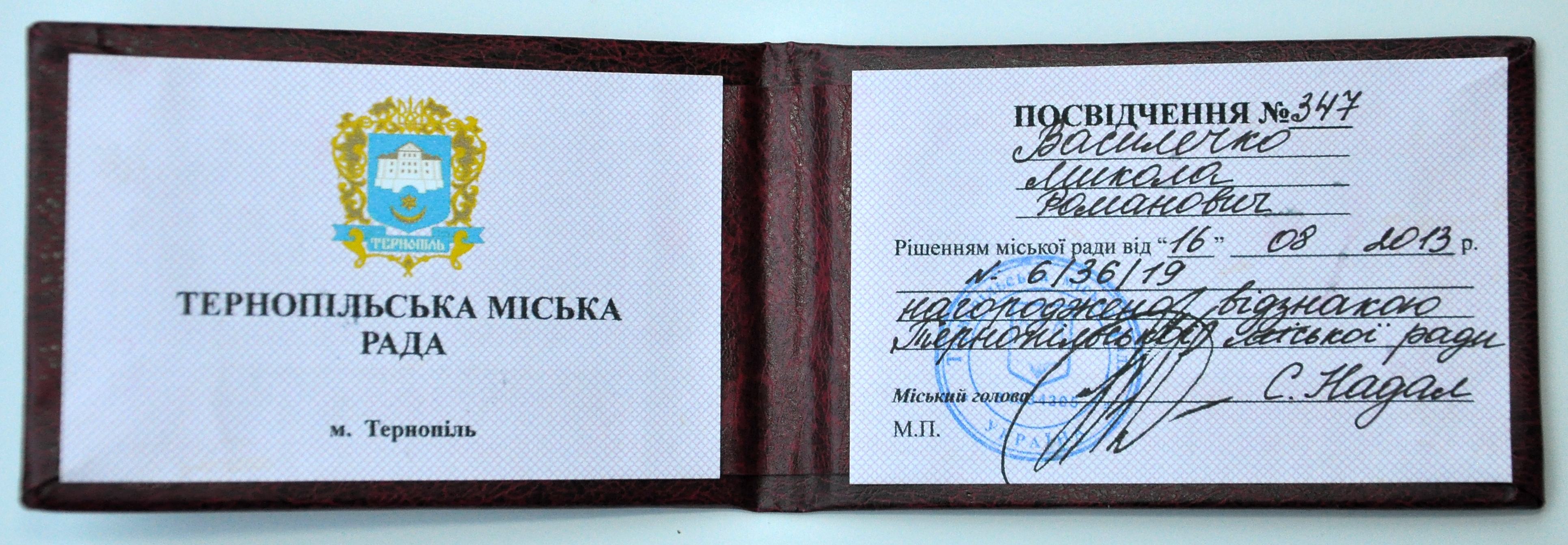
Посвідчення № 347 до відзнаки Миколи Василечка

Нагороджено 40 осіб та 1 організацію:
Андрій Антонюк, Микола Бігус, Михайло Богоніс, Юрій Бондаренко, Богдан Будний, Людмила Букшована, Микола Василечко, Галина Вахрів, Ліліана Волинець, Наталія Гайдук, Богдан Галатович, Світлана Гевко, Роман Глєбов, Андрій Горішний, Марія Гудима, Олександр Дзюблюк, Ігор Довбня, Степан Дудяк, Василь Івегеш, Оксана Кікінеджі, Ігор Ковалик, Колектив радіостанції «УХ-Радіо», Надія Колодій, Олег Лемега, Микола Лесів, Роман Лещук, Василь Марценюк, Ірина Мацко, Микола Митник, Григорій Монастирський, Олександр Петровський, Олена Підгрушна, Олег Соколовський, Валерій Федорейко, Василь Феленчак, Анатолій Фурман, Валерій Чоботарь, Ганна Ярема, Ігор Яснюк, Анатолій Ятищук, Володимир Ячмінський.

### 2014
Нагороджено 12 осіб:
Олександр Башта, Євген Безкоровайний, Ігор Дорош, Вацлав Кепрта, Ігор Крочак, Андрій Малінович, о. Андрій Марчак, Анатолій Назаренко, о. Ростислав Стройвус, Андрій Телебан, Юрій Тугаров, Василь Турецький.

### 2015
Нагороджено 25 осіб:
Євген Бартків, Олександр Башта, Анатолій Беденюк, Олександр Бородаєв, Дмитро Гайдуцький, Світлана Гільтай, Зеновій Гладчук, Олег Гладчук, Гоча Аробелідзе, Анжела Доскоч, Василь Іващук, Андрій Кондзьолка, Василь Конько, Олена Кривицька, Андрій Крисоватий, Оксана Лехіцька, Анатолій Моцний, Лілія Мусіхіна, Олег Новіков, Дмитро Осадчук, Іван Пшоняк, Людмила Рудько, Анатолій Серафін, Сергій Сірий, Михайло Стасів.

### 2017
Нагороджено 12 осіб:
Вітольд Врублевський, Андрій Зозуля, Василь Кармазин, Левко Корженевський, Олександр Лещишин, Леся Любарська, Віктор Мадрі, Сігітас Мічіуліс, Тарас Циклиняк, Руслан Черній, Володимир Яринівський, Зіновій Ясеник.

### 2018
Нагороджено 6 осіб:
Наталія Постільська, Володимир Скакун, Павло Сливка, Микола Ткачук, Олександр Копач, Ольга Гордієнко.

### 2019
Нагороджено 4 осіб:
Михайло Данилюк, Олеся Гудима, Олена Якимчук, Олена Чиж.

### 2020
́Нагороджено 36 осіб:
Майя Голяк, Галина Дереворіз, Наталія Дяченко, Юлія Кравчук, Любов Надал, Жанна Рацин, Олена Савчак, Зоя Стельмах, Ольга Шляхтичук, Ольга Ярмоленко, Олег Вітрук, Микола Горський, Інна Гуцул, Дмитро Зянько, Віталій Ігнатенко, Олег Ковальчук, Надія Кучер, Зоя Лобур, Даріуш Павліщи, Володимир Панасюк, Галина Підгайна, Юрій Симчишин, Ірина Сум, Богдан Федорів, Радіслав Чішевський, Іванна Бойко, Ігор Гуда, Олексій Дігай, Василь Кобель, Володимир Мартинець, Андрій Онуфрак, Руслан Савчишин, Віктор Солтис, Валерія Татарчук, Юрій Ханін, Володимир Швайка.

### 2021
́Відзначено 11 осіб:
Тетяна Чубак, Марцін Міхалік, Олег Стахів, Тетяна Корчак, Леонід Шкробот, Микола Алексієвець, о. Роман Демуш, Роман Задорожний, Галина Садовська, Богдан Газилишин, Анастасія Бачинська.

### 2022
́Відзначено 43 особи:
Тарас Герман, Сергій Делімарський, Василь Конько, Іван Соколовський, Христина Феціца, Валерій Шкапенко, Анатолій Шпак, Василь Міньчук, Святослав Синиця, Олег Тихоліз, Євгеній Кравець, Сергій Кулинич, Юрій Стрєчний, Іван Ракочий, Василь Микитів, Михайло Сидор, Андрій Хабік, Юрій Олексюк, Ярослав Гумницький, Ярослав Ліщук, Володимир Війтович, Олег Капуста, Михайло Халак, Андрій Трачук, Володимир Нищук, Петро Кубацький, Михайло Сенюк, Андрій Яковенко, Ігор Герасимов, Ярослав Кісіль, Тарас Баюс, Назар Хитрий, Віктор Шпильовий, Юрій Антоняк, Дмитро Антіпов, Андрій Борейчук, Сергій Метельський, Костянтин Слободян, Володимир Яніга, Іван Мацейків, Юрій Антонюк, Богдан Жеребецький, Юрій Білоус.